# Roland Schwegler
Roland Schwegler (Römerswil, Suiza, 3 de febrero de 1982) es un futbolista suizo. Juega de defensa y su actual club es el FC Vaduz.

## Selección nacional
Ha sido internacional con la Selección de fútbol de Suiza Sub-21.

## Clubes
| Club                    | País          | Año       |
| ----------------------- | ------------- | --------- |
| Grasshopper-Club Zürich | Suiza         | 2000-2007 |
| FC Lucerne              | Suiza         | 2007-2010 |
| FC Vaduz                | Liechtenstein | 2010-     |